# 天上川
天上川（てんじょうがわ）は、兵庫県神戸市東灘区を流れる二級河川。表六甲河川群の一つ。西は住吉川、東は高橋川が隣接する。

## 地理
神戸市東灘区中部に位置する六甲山系の打越山、七兵衛山に源を発し、阪急神戸線（阪急岡本駅付近）に達する手前で右岸の背谷川と大谷川・中谷川の合流した西天上川を合流する。下流は住吉川と芦屋川両河川の形成する扇状地に挟まれた河成低地である本庄低地を南南西方向へ海岸線と垂直に直流する。国道2号の南側で小さく蛇行した先は、魚崎地区と青木（本庄地区）の境界としてそのまま大阪湾へ注ぐ。河口の左岸（東側）はショッピング施設サンシャインワーフ神戸（旧・東神戸フェリーセンター）である。
名前が天井川と紛らわしいが、現在は自然堤防は国道2号の南側の蛇行部にわずかしかなく、住吉川、芦屋川、石屋川といった周辺主要河川と同様の天井川地形を有さない。川の側壁と川底はコンクリートで塗り固められている。

## 歴史

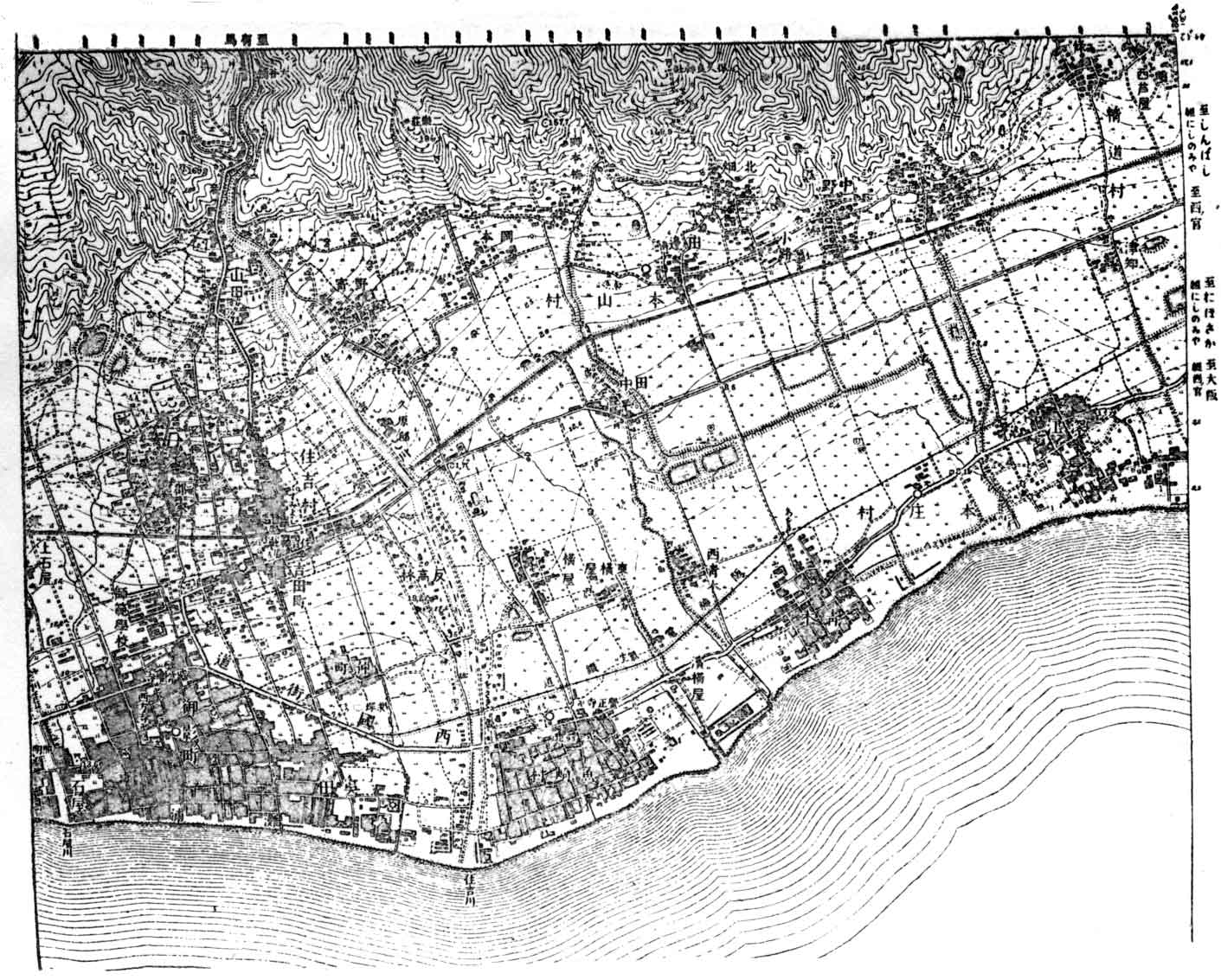
明治の頃の東灘区域。西から東へ不自然な川筋が流れる。

天上川の名前はかつて天井川であったことに由来する。
もともとこの川筋には現在は支流のひとつとなっている大谷川が独立した水系として走っていて、旧来の天上川は東隣の高橋川へ流れ込んでいた。下流には1kmにも亘る、条里制に従って人工的に東西に流れを変えられたとみられる横川があった。高く堆積した土砂による自然堤防は交通の障害となり、付近は常に氾濫の危険を孕んでいた。
江戸時代の享保9年（1724年）の「横川川違中野村庄屋勘平願書」（芝切家文書）からは横川の付け替えが計画された事が見え、また元文3年（1738年）にも同様の「横川川違了承につき六ヶ村口上書」（柴切家文書）が出されている。その後の経緯を伝える史料がないため詳らかではないが、この時には付け替えは実現しなかった。
昭和2年（1927年）になって漸く天上川は大谷川に接続されて横川は廃川となった。この工事によって天上川は流路を変えられる以前の旧態に復したとも言える。

## 生物
天上川には、上流にある六甲山系の山から野生のイノシシが度々下ってきており、そのイノシシに対する餌付けが問題となっている。また、増水時に川の中に取り残されることもある。

## 周辺
- 岡本梅林公園
- 阪急岡本駅
- JR摂津本山駅
- 阪神青木駅
- 神戸市立魚崎中学校
- サンシャインワーフ神戸